# آپر دین
آپر دین (به انگلیسی: Upper Dean) یک روستا در بریتانیا است که در بدفورد واقع شده‌است.